# 卡迪根灣

卡迪根灣地圖

卡迪根灣（英語：Cardigan Bay）是愛爾蘭海的一片海域，位於威爾斯西部，是威爾斯面積最大的海灣。卡迪根灣擁有眾多的海灘和獨特的海洋生物。直到20世紀初期，卡迪根灣都是繁忙的水道。現在卡迪根灣則是眾多野生動物的樂園。